# Munții Țibău
Munții Țibău  sunt o grupă muntoasă a Carpaților Maramureșului și Bucovinei, aparținând de lanțul muntos al Carpaților Orientali. Cel mai înalt pisc este Vârful Țapul Mare, care are 1661 m altitudine. Sub numele de Obcina Țapului unii autori îi încadrează ca aparținând sectorului estic al Munților Maramureșului.
Popular sunt cunoscuți sub denumirea de „Culmea, Obcina sau Munții Țapului", după numele vârfului Țapul (Mare).

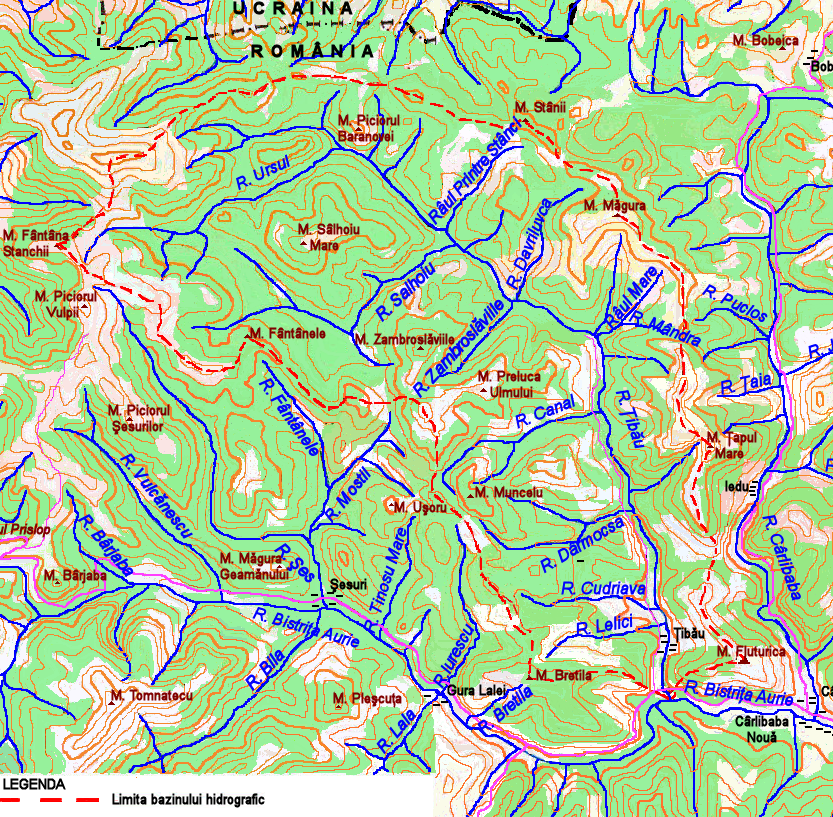
Harta zonei în care este situat Masivul Ţibău

## Date geografice
Localizare
Sunt localizați între Munții Maramureșului (situați la vest) și Obcinele Bucovinei (Obcina Mestecăniș situată la est), fiind delimitați de formațiunile respective de către Râul Țibău, respectiv Cârlibaba. La sud sunt delimitați de către valea Bistriței Aurii de Munții Suhard
Spre nord se află granița cu Ucraina.
Fac parte din unitatea (controversată) a Munților Bistriței Aurii (alături de Munții Suhard și Obcina Mestecaniș).
Căi de acces
Sunt reprezentate – la sud de DN18 (porțiunea Cârlibaba- Pasul Prislop, pe valea Bistriței Aurii) și la est de DC86A (pe valea Cârlibabei). Ultimul, traversând Obcina Mestecănișului leagă valea Bistriței Aurii (respectiv Comuna Cârlibaba) de cea a Sucevei (Comuna Izvoarele Sucevei) prin Pasul Prislop. 
În rest accesul se poate realiza pe drumuri forestiere.
Date structurale
De la nord la sud, vârfurile care se înșiruie sunt: Piciorul Bârnovei (1430 m), Stânii (1454 m), Măgura (1559), Țapul Mare (1661), Iedu (1517), Fluturica (1345)
Vegetația
Predomină pădurea de conifere, iar fagul nu pătrunde decât izolat. Exceptând molidul, arealele de conifere mai includ pin, brad, tisă și zadă. Vegetația subalpină este defaforizată de altitudinile în general modeste.
Așezări umane
Administrativ vorbind, în cea mai mare parte Munții Țibău aparțin Comunei Cârlibaba. Umanizarea apare cu precădere în zona sudică, sub forma unor sate de vale dar și așezărilor risipite de plai. Bazinele superioare ale Țibăului și Cârlibabei sunt sălbatice, cu pădure masivă și lipsite de sate.
Economia
Activitatea economică principală este cea de exploatare a lemnului.Clima relativ aspră și solurile predominant forestiere permit numai culturi fără pretenții, pe suprafețe mult restrânse. Din punct de vedere agricol, arealul cel mai întins îl ocupă fânețele.

## Geologie și Geomorfologie
Geologie
Culmea Țibăului se încadrează în unitatea structurală a zonei cristalino-mezozoice, care formează axul central al Carpaților Orientali. Sinclinalul Țibăului este zona de contact cu unitatea structurală a flișului transcarpatic, în a cărui terminație estică se constituie.
Geomorfologie
Relieful este masiv și greoi, relativ monoton. Culmile apar netede ori larg bombate și derivă din suprafețele de nivelare Cerbu și Mestecăniș. Peste suprafața de nivelare miocenă se înalță doar vârfurile cele mai înalte. Văile principale sunt adâncite semnificativ sub nivelul culmilor. Doar valea Bistriței este mai largă.
În culmea Țapului este citată o depresiune considerată de origine nivală, parțial colmatată. Martori de eroziune cu aspect ruiniform se întâlnesc pe creasta Țibăului.

## Potențial turistic
Obiective turistice
- Piatra Roșie – se află pe valea Țibăului, la ieșirea din cătunul Codreava.
- Piatra Țibăului – arie protejată declarată ca monument al naturii
- Valea superioară a Țibăului – cu numeroase turnuri și pereți de stâncă
- Creasta Țibăului – cu zone de belvedere în special în zona Vârfului Măgura (1559 m) și stâncării – martori de eroziune calcaroși

Pajistea alpină este marcată de multiple urme ale lucrărilor de geniu din primul si cel de-al doilea razboi mondial, zona fiind anterior – mai ales în timpul Primei Conflagrații Mondiale teatru de luptă.
Particularități
Turismul este slab dezvoltat, atât din cauza posibilităților mai reduse de acces, cât și pe fondul gradului redus de cunoaștere al zonei, unde în perioada comunistă accesul era limitat. Perioadele de acces potrivite sunt vara și toamna.